# Liste der Einträge im National Register of Historic Places im La Crosse County

Lage des La Crosse County in Wisconsin

Die Liste der Einträge im National Register of Historic Places im La Crosse County in Wisconsin führt alle Bauwerke und historischen Stätten im La Crosse County auf, die in das National Register of Historic Places aufgenommen wurden.

## Legende
| NRHP | Historic Place    |
| HD   | Historic District |

## Aktuelle Einträge
| [ 2 ] | Name                                                        | Bild                                                        | Eintragsdatum        | Lage | Ort                | Beschreibung |
| ----- | ----------------------------------------------------------- | ----------------------------------------------------------- | -------------------- | --- | ------------------ | --- |
| 1     | 10th and Cass Streets Neighborhood Historic District        | 10th and Cass Streets Neighborhood Historic District        | 2000 ID-Nr. 00001534 | Abgegrenzt durch Main Street, South 11th Street, Cameron Avenue und South 8th Street 43° 48′ 43″ N, 91° 14′ 32″ W                  | La Crosse          | |
| 2     | 23rd and 24th Streets Historic District                     | 23rd and 24th Streets Historic District                     | 2010 ID-Nr. 10000839 | Abgegrenzt durch Campbell Road, Losey Boulevard North, Main Street, Vine Street und 23rd Street North 43° 48′ 52″ N, 91° 13′ 14″ W | La Crosse          | Zwischen 1915 und 1952 errichtete Gebäude                                                                             |
| 3     | Agger Rockshelter                                           |                                                             | 1988 ID-Nr. 87002239 | Adresse nicht veröffentlicht | Stevenstown        | |
| 4     | Mons Anderson House                                         | Mons Anderson House                                         | 1975 ID-Nr. 75000071 | 410 Cass Street 43° 48′ 30″ N, 91° 15′ 5″ W                                                                                        | La Crosse          | 1854–1855 im neugotischen Stil errichtetes Wohnhaus                                                                   |
| 5     | E.R. Barron Building                                        | E.R. Barron Building                                        | 1985 ID-Nr. 85001362 | 426-430 Main Street 43° 48′ 43″ N, 91° 15′ 2″ W                                                                                    | La Crosse          | |
| 6     | Bell Coulee Shelter                                         |                                                             | 1997 ID-Nr. 97000782 | Adresse nicht veröffentlicht 44° 0′ 11″ N, 91° 2′ 10″ W                                                                            | Mindoro            | |
| 7     | Bridge No. 1                                                | Bridge No. 1                                                | 1980 ID-Nr. 80000146 | Nordwestlich von Holmen 44° 1′ 15″ N, 91° 18′ 28″ W                                                                                | Town of Holland    | |
| 8     | Bridge No. 2                                                | Bridge No. 2                                                | 1980 ID-Nr. 80000147 | Nordwestlich von Holmen 44° 1′ 16″ N, 91° 18′ 38″ W                                                                                | Town of Holland    | |
| 9     | Bridge No. 3                                                | Bridge No. 3                                                | 1980 ID-Nr. 80000148 | Nordwestlich von Holmen 44° 1′ 17″ N, 91° 18′ 51″ W                                                                                | Town of Holland    | |
| 10    | Bridge No. 4                                                | Bridge No. 4                                                | 1980 ID-Nr. 80000149 | Nordwestlich von Holmen 44° 1′ 24″ N, 91° 19′ 14″ W                                                                                | Town of Holland    | 1902 errichtete Fachwerk-Bogenbrücke                                                                                  |
| 11    | Bridge No. 5                                                | Bridge No. 5                                                | 1980 ID-Nr. 80000150 | Nordwestlich von Holmen 44° 1′ 24″ N, 91° 19′ 44″ W                                                                                | Town of Holland    | |
| 12    | Bridge No. 6                                                | Bridge No. 6                                                | 1980 ID-Nr. 80000151 | Nordwestlich von Holmen 44° 1′ 27″ N, 91° 20′ 8″ W                                                                                 | Town of Holland    | |
| 13    | John L. Callahan House                                      | John L. Callahan House                                      | 1995 ID-Nr. 95000406 | 933 Rose Street 43° 50′ 16″ N, 91° 14′ 54″ W                                                                                       | La Crosse          | |
| 14    | Cass and King Street Residential Historic District          | Cass and King Street Residential Historic District          | 1997 ID-Nr. 97001410 | Abgegrenzt durch State Street, South 21st Street, Madison Street und West Avenue South 43° 48′ 36″ N, 91° 14′ 0″ W                 | La Crosse          | |
| 15    | Chambers-Markle Farmstead                                   | Chambers-Markle Farmstead                                   | 1991 ID-Nr. 91000341 | 6104 WI 35 43° 44′ 57″ N, 91° 12′ 4″ W                                                                                             | La Crosse          | |
| 16    | Dr. H. H. Chase and Henry G. Wohlhuter Bungalows            | Dr. H. H. Chase and Henry G. Wohlhuter Bungalows            | 1983 ID-Nr. 83003400 | 221 und 223 South 11th Street 43° 48′ 34″ N, 91° 14′ 25″ W                                                                         | La Crosse          | |
| 17    | Chicago, Milwaukee and Saint Paul Railway Passenger Depot   | Chicago, Milwaukee and Saint Paul Railway Passenger Depot   | 1997 ID-Nr. 97001512 | 601 Saint Andrew Road 43° 49′ 56″ N, 91° 14′ 49″ W                                                                                 | La Crosse          | 1926 errichtetes Bahnhofsgebäude der Milwaukee Road; heute von Amtrak genutzt                                         |
| 18    | Christ Church of La Crosse                                  | Christ Church of La Crosse                                  | 1985 ID-Nr. 85001361 | 831 Main Street 43° 48′ 43″ N, 91° 14′ 40″ W                                                                                       | La Crosse          | 1899 errichtete Kirche                                                                                                |
| 19    | District School No. 1                                       | District School No. 1                                       | 1996 ID-Nr. 96000303 | US 14/61 43° 45′ 31″ N, 91° 11′ 22″ W                                                                                              | Town of Shelby     | |
| 20    | Edgewood Place Historic District                            | Edgewood Place Historic District                            | 2010 ID-Nr. 10000867 | Block 2500 Edgewood Place 43° 49′ 8″ N, 91° 13′ 9″ W                                                                               | La Crosse          | Zwischen 1935 und 1940 errichtete Wohnhäuser                                                                          |
| 21    | Freight House                                               | Freight House                                               | 1982 ID-Nr. 82000678 | 107-109 Vine Street 43° 48′ 56″ N, 91° 15′ 11″ W                                                                                   | La Crosse          | |
| 22    | Hamlin Garland House                                        | Hamlin Garland House                                        | 1971 ID-Nr. 71000040 | 357 West Garland Street 43° 53′ 56″ N, 91° 4′ 51″ W                                                                                | West Salem         | 1893 errichtetes Wohnhaus des Schriftstellers Hamlin Garland (1860–1940)                                              |
| 23    | Gideon C. Hixon House                                       | Gideon C. Hixon House                                       | 1974 ID-Nr. 74000095 | 429 North 7th Street 43° 48′ 58″ N, 91° 14′ 49″ W                                                                                  | La Crosse          | |
| 24    | Gund Brewing Company Bottling Works                         | Gund Brewing Company Bottling Works                         | 2008 ID-Nr. 08001202 | 2130 South Avenue 43° 47′ 31,4″ N, 91° 14′ 35,5″ W                                                                                 | La Crosse          | Brauereigebäude |
| 25    | La Crosse County School of Agriculture and Domestic Economy | La Crosse County School of Agriculture and Domestic Economy | 1987 ID-Nr. 87000438 | 700 Wilson Street 43° 52′ 34″ N, 91° 13′ 42″ W                                                                                     | Onalaska           | 1909 errichtete Land- und Hauswirtschaftsschule                                                                       |
| 26    | LaCrosse Commercial Historic District                       | LaCrosse Commercial Historic District                       | 1994 ID-Nr. 94001064 | Abgegrenzt durch Jay Street, 2nd Street South, State Street und 5th Avenue South 43° 48′ 44″ N, 91° 15′ 6″ W                       | La Crosse          | |
| 27    | LaCrosse State Teachers College Training School Building    | LaCrosse State Teachers College Training School Building    | 1999 ID-Nr. 99000850 | 1615 State Street 43° 48′ 48″ N, 91° 13′ 55″ W                                                                                     | La Crosse          | 1940 errichtetes Gebäude, das heute als Morris Hall Teil des Campus La Crosse der University of Wisconsin ist         |
| 28    | Laverty-Martindale House                                    | Laverty-Martindale House                                    | 1977 ID-Nr. 77000033 | 237 South 10th Street 43° 48′ 33″ N, 91° 14′ 31″ W                                                                                 | La Crosse          | |
| 29    | Losey Memorial Arch                                         | Losey Memorial Arch                                         | 2002 ID-Nr. 02000598 | 1407 La Crosse Street 43° 49′ 6″ N, 91° 14′ 7″ W                                                                                   | La Crosse          | |
| 30    | Main Hall/La Crosse State Normal School                     | Main Hall/La Crosse State Normal School                     | 1985 ID-Nr. 85000579 | 1724 State Street, Campus La Crosse der University of Wisconsin 43° 48′ 49″ N, 91° 13′ 47″ W                                       | La Crosse          | 1909 errichtetes Gebäude, das heute als Graff Main Hall Teil des Campus La Crosse der University of Wisconsin ist     |
| 31    | Maria Angelorum Chapel                                      | Maria Angelorum Chapel                                      | 2006 ID-Nr. 06000204 | 901 Franciscan Way 43° 48′ 14″ N, 91° 14′ 37″ W                                                                                    | La Crosse          | 1906 errichtete Kapelle des St. Rose of Viterbo Convent, dem Mutterhaus der Franciscan Sisters of Perpetual Adoration |
| 32    | Midway Village Site                                         |                                                             | 1978 ID-Nr. 78000111 | West of Holmen Adresse nicht veröffentlicht                                                                                        | Holmen             | |
| 33    | Mindoro Cut                                                 | Mindoro Cut                                                 | 2007 ID-Nr. 07000428 | WIS 108 44° 1′ 45,8″ N, 91° 5′ 29,5″ W                                                                                             | Town of Farmington | |
| 34    | Carl August Mundstock Farm                                  | Carl August Mundstock Farm                                  | 1994 ID-Nr. 94001332 | US 14/61 43° 45′ 36″ N, 91° 11′ 12″ W                                                                                              | Town of Shelby     | |
| 35    | Frank Eugene Nichols House                                  | Frank Eugene Nichols House                                  | 1993 ID-Nr. 93000027 | 421 North 2nd Street 43° 53′ 10″ N, 91° 14′ 10″ W                                                                                  | Onalaska           | |
| 36    | Oehler Mill Complex                                         | Oehler Mill Complex                                         | 2013 ID-Nr. 13000314 | W5539 und W5565 County Highway MM 43° 45′ 10,9″ N, 91° 11′ 4,7″ W                                                                  | Town of Shelby     | |
| 37    | Will Ott House                                              | Will Ott House                                              | 1980 ID-Nr. 80000152 | 1532 Madison Street 43° 48′ 24″ N, 91° 13′ 58″ W                                                                                   | La Crosse          | |
| 38    | Our Lady of Sorrows Chapel                                  | Our Lady of Sorrows Chapel                                  | 1986 ID-Nr. 86002302 | 519 Losey Boulevard South 43° 48′ 19″ N, 91° 13′ 8″ W                                                                              | La Crosse          | 1891 im neugotischen Stil errichtete Kirche                                                                           |
| 39    | Overhead Site                                               | Overhead Site                                               | 1978 ID-Nr. 78000112 | südlich des Stadtzentrums Adresse nicht veröffentlicht                                                                             | La Crosse          | |
| 40    | Palmer Brother's Octagons                                   | Palmer Brother's Octagons                                   | 1979 ID-Nr. 79000092 | 358 North Leonard Street und WIS 16 43° 54′ 5″ N, 91° 4′ 54″ W                                                                     | West Salem         | Zwei 1856 und 1857 errichtete achteckige Gebäude                                                                      |
| 41    | Physical Education Building/La Crosse State Normal School   | Physical Education Building/La Crosse State Normal School   | 1985 ID-Nr. 85000791 | Campus La Crosse der University of Wisconsin 43° 48′ 52″ N, 91° 13′ 48″ W                                                          | La Crosse          | 1916 errichtetes Gebäude, das heute als Wittich Hall Teil des Campus La Crosse der University of Wisconsin ist        |
| 42    | Powell Place                                                | Powell Place                                                | 1983 ID-Nr. 83004299 | 200-212 Main Street 43° 48′ 47″ N, 91° 15′ 12″ W                                                                                   | La Crosse          | |
| 43    | W. A. Roosevelt Company                                     | W. A. Roosevelt Company                                     | 1984 ID-Nr. 84003690 | 230 North Front Street 43° 48′ 53″ N, 91° 15′ 13″ W                                                                                | La Crosse          | |
| 44    | Samuels' Cave                                               |                                                             | 1991 ID-Nr. 86003275 | Nordwestliches Viertel der Sektion 20, Township 16, Range 6 Adresse nicht veröffentlicht                                           | Barre Mills        | Felsgrotte mit prähistorischen Felszeichnungen                                                                        |
| 45    | Sand Lake Archeological District                            |                                                             | 1984 ID-Nr. 84003694 | Adresse nicht veröffentlicht | Onalaska           | |
| 46    | Sand Lake Site (47Lc44)                                     |                                                             | 1983 ID-Nr. 83003401 | Adresse nicht veröffentlicht | Onalaska           | |
| 47    | Smith Valley School                                         | Smith Valley School                                         | 1981 ID-Nr. 81000044 | 4130 Smith Valley Road 43° 50′ 40″ N, 91° 10′ 40″ W                                                                                | La Crosse          | |
| 48    | Swennes Archaeological District                             |                                                             | 1985 ID-Nr. 85001573 | Adresse nicht veröffentlicht | Onalaska           | |
| 49    | U.S. Fish Control Laboratory                                | U.S. Fish Control Laboratory                                | 1981 ID-Nr. 81000045 | Riverside Park 43° 49′ 6″ N, 91° 15′ 20″ W                                                                                         | La Crosse          | |
| 50    | Valley View Site                                            |                                                             | 1978 ID-Nr. 78000113 | nördlich von Medary Adresse nicht veröffentlicht                                                                                   | Town of Medary     | |
| 51    | James Vincent House                                         | James Vincent House                                         | 1988 ID-Nr. 88002024 | 1024 Cass Street 43° 48′ 31″ N, 91° 14′ 28″ W                                                                                      | La Crosse          | |
| 52    | Waterworks Building                                         | Waterworks Building                                         | 1979 ID-Nr. 79000093 | 119 King Street 43° 48′ 38″ N, 91° 15′ 11″ W                                                                                       | La Crosse          | |
| 53    | Wisconsin Telephone Company Building                        | Wisconsin Telephone Company Building                        | 1985 ID-Nr. 85000491 | 125 North 4th Street 43° 48′ 48″ N, 91° 15′ 3″ W                                                                                   | La Crosse          | |
| 54    | George Zeisler Building                                     | George Zeisler Building                                     | 1993 ID-Nr. 93000069 | 201 Pearl Street 43° 48′ 46″ N, 91° 15′ 15″ W                                                                                      | La Crosse          | |